# NGC 3447A
NGC 3447A (другие обозначения — UGC 6007, MCG 3-28-28, VV 252, KCPG 255B, PGC 32700) — галактика в созвездии Лев.
Этот объект не входит в число перечисленных в оригинальной редакции «Нового общего каталога» и был добавлен позднее.
Галактика NGC 3447A входит в состав группы галактик NGC 3447. Помимо NGC 3447A в группу также входят NGC 3447, NGC 3457, UGC 6007, UGC 6022 и UGC 6035.